# گاومیش‌های آسیایی
گاومیش‌های آسیایی (نام علمی: Bubalus) نام یک سرده از زیرخانواده گاویان است.

## گونه
این سرده شامل گونه‌های زنده زیر است:
| تصویر | نام                                        | پراکندگی                                                                                       |
| ----- | ------------------------------------------ | ---------------------------------------------------------------------------------------------- |
|       | گاومیش آبی اهلی B. bubalis کارل لینه، ۱۷۵۸ | اهلی در شبه‌قاره هند، جنوب شرق آسیا و چین؛ جمعیت‌های رمیده در آمریکای جنوبی و استرالیا وجود دارد |
|       | گاومیش وحشی B. arnee کر، ۱۷۹۲              | شبه قاره هند و آسیای جنوب شرقی                                                                 |
|       | گاومیشک دشتی B. depressicornis Smith، ۱۸۲۷ | سولاوسی در اندونزی                                                                             |
|       | گاومیشک میندورو B. mindorensis هود، ۱۸۸۸   | میندورو در فیلیپین                                                                             |
|       | گاومیشک کوهستانی B. quarlesi اوونز، ۱۹۱۰   | سولاوسی                                                                                        |